# Terra-Nova-Expedition/Mannschaftsliste
Hier wird die Mannschaftsliste der Terra-Nova-Expedition dargestellt.
Die Namen der Expeditionsmitglieder sind hier nach ihrer Rolle bei den wichtigsten Fahrten der Expedition geordnet, andere bedeutende Reisen und vorausgehende Antarktiserfahrungen sind einzeln aufgeführt. Karriereschritte nach der Expedition sind nicht enthalten. Die Liste schließt des Weiteren nur Männer ein, deren Arbeitsschwerpunkt an Land lag, sowie die Besatzung des Schiffs, die ebenfalls Teil der Expedition war. Der Erste Offizier Harry Pennell spielte auch eine aktive Rolle bei der Forschung und Logistik.
| Name                                                                                     | Nationalität                                                        | Beruf                                                               | Aufgabe                                                             | Frühere Expeditionen                                                | Weitere Reisen                                                                | Bemerkungen                                                         |
| Südpolarreise – Südpolargruppe. 90° Süd erreicht am 18. Januar 1912                      | Südpolarreise – Südpolargruppe. 90° Süd erreicht am 18. Januar 1912 | Südpolarreise – Südpolargruppe. 90° Süd erreicht am 18. Januar 1912 | Südpolarreise – Südpolargruppe. 90° Süd erreicht am 18. Januar 1912 | Südpolarreise – Südpolargruppe. 90° Süd erreicht am 18. Januar 1912 | Südpolarreise – Südpolargruppe. 90° Süd erreicht am 18. Januar 1912           | Südpolarreise – Südpolargruppe. 90° Süd erreicht am 18. Januar 1912 |
| ---------------------------------------------------------------------------------------- | ------------------------------------------------------------------- | ------------------------------------------------------------------- | ------------------------------------------------------------------- | ------------------------------------------------------------------- | ----------------------------------------------------------------------------- | ------------------------------------------------------------------- |
| Robert Falcon Scott (1868–1912)                                                          | GB                                                                  | Kapitän der Royal Navy                                              | Expeditionsleiter (1910–1912)                                       | Discovery-Expedition (1901–1904)                                    |                                                                               | † 29. 3. 1912                                                       |
| Edward Adrian Wilson (1872–1912)                                                         | GB                                                                  | Mediziner und Naturforscher                                         | Chefwissenschaftler und Zoologe                                     | Discovery-Expedition (1901–1904)                                    | Reise nach Cape Crozier Juni–August 1911                                      | † 29. 3. 1912                                                       |
| Henry „Birdie“ Bowers (1883–1912)                                                        | GB                                                                  | Marineleutnant                                                      | Lagerverwalter                                                      |                                                                     | Reise nach Cape Crozier Juni–August 1911                                      | † 29. 3. 1912                                                       |
| Lawrence Oates (1880–1912)                                                               | GB                                                                  | Hauptmann der britischen Armee                                      | Ponyführer                                                          |                                                                     |                                                                               | † 17. 3. 1912                                                       |
| Edgar Evans (1876–1912)                                                                  | GB                                                                  | Bootsmann der Royal Navy                                            | Techniker                                                           | Discovery-Expedition (1901–1904)                                    |                                                                               | † 17. 2. 1912                                                       |
| Südpolarreise – Letzte Unterstützungsgruppe. Umkehr bei 87° 32′ Süd am 4. Januar 1912    |                                                                     |                                                                     |                                                                     |                                                                     |                                                                               |                                                                     |
| Edward Evans (1880–1957)                                                                 | GB                                                                  | Fregattenkapitän der Royal Navy                                     | Zweiter Offizier der Expedition                                     |                                                                     |                                                                               | Invalide April 1912                                                 |
| William Lashly (1867–1940)                                                               | GB                                                                  | Heizer der Royal Navy                                               | Maschinist                                                          | Discovery-Expedition (1901–1904)                                    | Suchgruppe Oktober–November 1912                                              |                                                                     |
| Tom Crean (1877–1938)                                                                    | IRL                                                                 | Bootsmann der Royal Navy                                            |                                                                     | Discovery-Expedition (1901–1904)                                    | Suchgruppe Oktober–November 1912                                              |                                                                     |
| Südpolarreise – Zweite Unterstützungsgruppe. Umkehr bei 85° 15′ S am 22. Dezember 1911   |                                                                     |                                                                     |                                                                     |                                                                     |                                                                               |                                                                     |
| Edward Leicester Atkinson (1881–1929)                                                    | GB                                                                  | Arzt der Royal Navy                                                 | Parasitologe, Expeditionsleiter (1912–1913)                         |                                                                     | Suchgruppe Oktober–November 1912                                              |                                                                     |
| Apsley Cherry-Garrard (1886–1959)                                                        | GB                                                                  |                                                                     | Assistenzzoologe                                                    |                                                                     | Suchgruppe Oktober–November 1912 und Reise nach Cape Crozier Juni–August 1911 |                                                                     |
| Charles Seymour Wright (1887–1975)                                                       | CDN                                                                 |                                                                     | Physiker                                                            |                                                                     |                                                                               |                                                                     |
| Patrick Keohane (1878–1950)                                                              | IRL                                                                 | Bootsmann der Royal Navy                                            |                                                                     |                                                                     | Suchgruppe Oktober–November 1912                                              |                                                                     |
| Südpolarreise – Hundeführer. Umkehr am Fuß des Beardmore-Gletschers am 11. Dezember 1911 |                                                                     |                                                                     |                                                                     |                                                                     |                                                                               |                                                                     |
| Cecil Henry Meares (1877–1937)                                                           | GB                                                                  | Verschiedenes                                                       | Hundeführer                                                         |                                                                     |                                                                               | Abreise April 1912                                                  |
| Dmitri Semjonowitsch Girew (1889–1932)                                                   | RUS                                                                 |                                                                     | Hundeführer                                                         |                                                                     | Suchgruppe Oktober–November 1912                                              |                                                                     |
| Südpolarreise – Umkehr auf dem Ross-Schelfeis am 25. November 1911                       |                                                                     |                                                                     |                                                                     |                                                                     |                                                                               |                                                                     |
| Frederick J. Hooper (1891–1955)                                                          | GB                                                                  | Zahlmeister der Royal Navy                                          |                                                                     |                                                                     | Suchgruppe Oktober–November 1912                                              |                                                                     |
| Bernard C. Day (1884–1934)                                                               | GB                                                                  | Mechaniker                                                          | Mechaniker                                                          | Nimrod-Expedition (1907–1909)                                       |                                                                               | Abreise im April 1912                                               |
| Nordgruppe (Kap Adare & Evans-Bucht).                                                    |                                                                     |                                                                     |                                                                     |                                                                     |                                                                               |                                                                     |
| Victor Lindsay Arbuthnot Campbell (1875–1956)                                            | GB                                                                  | Leutnant der Royal Navy                                             | Leiter der Nordgruppe                                               |                                                                     |                                                                               |                                                                     |
| George Murray Levick (1876–1956)                                                         | GB                                                                  | Arzt der Royal Navy                                                 |                                                                     |                                                                     |                                                                               |                                                                     |
| Raymond Edward Priestley (1886–1974)                                                     | GB                                                                  | Geologe                                                             | Geologe                                                             | Nimrod-Expedition (1907–1909)                                       |                                                                               |                                                                     |
| George Percy Abbott (1880–1923)                                                          | GB                                                                  | Bootsmann der Royal Navy                                            |                                                                     |                                                                     |                                                                               |                                                                     |
| Frank Vernon Browning (1882–1930)                                                        | GB                                                                  | Bootsmann der Royal Navy                                            |                                                                     |                                                                     |                                                                               |                                                                     |
| Harry Dickason (1885–1943)                                                               | GB                                                                  | Vollmatrose der Royal Navy                                          |                                                                     |                                                                     |                                                                               |                                                                     |
| Kap-Evans-Basisgruppe                                                                    |                                                                     |                                                                     |                                                                     |                                                                     |                                                                               |                                                                     |
| Edward W. Nelson (1883–1923)                                                             | GB                                                                  | Biologe                                                             | Biologe                                                             | –                                                                   | Suchgruppe Oktober–November 1912                                              |                                                                     |
| Frank Debenham (1883–1965)                                                               | AUS                                                                 | Geologe                                                             | Geologe                                                             |                                                                     |                                                                               |                                                                     |
| Tryggve Gran (1888–1980)                                                                 | N                                                                   | Unterleutnant der norwegischen Marine                               | Skiexperte                                                          |                                                                     | Suchgruppe Oktober–November 1912                                              |                                                                     |
| Kap-Evans-Basisgruppe, abgereist im April 1912                                           |                                                                     |                                                                     |                                                                     |                                                                     |                                                                               |                                                                     |
| George Clarke Simpson (1878–1965)                                                        | GB                                                                  | Meteorologe                                                         | Meteorologe                                                         |                                                                     |                                                                               |                                                                     |
| Thomas Griffith Taylor (1880–1963)                                                       | AUS                                                                 | Geologe                                                             | Geologe                                                             |                                                                     |                                                                               |                                                                     |
| Herbert Ponting (1870–1935)                                                              | GB                                                                  | Fotograf                                                            | Fotograf                                                            |                                                                     |                                                                               |                                                                     |
| Robert Forde (1875–1959)                                                                 | IRL                                                                 | Bootsmann der Royal Navy                                            |                                                                     |                                                                     |                                                                               |                                                                     |
| Thomas Clissold (1886–1963)                                                              |                                                                     | Koch der Royal Navy                                                 |                                                                     |                                                                     |                                                                               |                                                                     |
| Anton Lukitsch Omeltschenko (1883–1932)                                                  | RUS                                                                 | Jockey                                                              | Stallbursche                                                        |                                                                     |                                                                               |                                                                     |
| Kap-Evans-Basisgruppe, angekommen im April 1912                                          |                                                                     |                                                                     |                                                                     |                                                                     |                                                                               |                                                                     |
| Walter William Archer (1869–1944)                                                        | GB                                                                  | Koch der Royal Navy                                                 |                                                                     |                                                                     |                                                                               |                                                                     |
| Thomas Soulsby Williamson (1877–1940)                                                    | GB                                                                  | Bootsmann der Royal Navy                                            |                                                                     |                                                                     | Suchgruppe Oktober–November 1912                                              |                                                                     |
| Besatzung der Terra-Nova                                                                 |                                                                     |                                                                     |                                                                     |                                                                     |                                                                               |                                                                     |
| Harry Lewin Lee Pennell (1882–1916)                                                      | GB                                                                  | Leutnant (Royal Navy)                                               |                                                                     |                                                                     |                                                                               |                                                                     |
| Henry Edward de Parny Rennick (1881–1914)                                                | GB                                                                  | Leutnant (Royal Navy)                                               |                                                                     |                                                                     |                                                                               |                                                                     |
| Wilfred Montague Bruce (1874–1953)                                                       | GB                                                                  | Leutnant (Royal Naval Reserve)                                      |                                                                     |                                                                     |                                                                               |                                                                     |
| Francis Randall Hugo Drake (1878–1936)                                                   | GB                                                                  | Assistierender Zahlmeister (Royal Navy, i. R.)                      |                                                                     |                                                                     |                                                                               |                                                                     |
| Dennis Gascoigne Lillie (1884–1963)                                                      |                                                                     | Biologe                                                             |                                                                     |                                                                     |                                                                               |                                                                     |
| James Robert Dennistoun (1883–1916)                                                      | NZ                                                                  |                                                                     | verantwortlich für die Maultiere an Bord bei der zweiten Hinreise   |                                                                     |                                                                               |                                                                     |
| Alfred Cheetham (1867–1918)                                                              | GB                                                                  | Bootsmann (Royal Naval Reserve)                                     |                                                                     |                                                                     |                                                                               |                                                                     |
| William Williams (1875–?)                                                                | GB                                                                  | Ingenieur (Royal Navy)                                              | Leitender Maschinist                                                |                                                                     |                                                                               |                                                                     |
| William Ault Horton (1883–?)                                                             | GB                                                                  | Ingenieur (Royal Navy)                                              | Zweiter Maschinist                                                  |                                                                     |                                                                               |                                                                     |
| Francis Edward Charles Davies (1885–1952)                                                | GB                                                                  | Schiffbauer                                                         | Zimmermann                                                          |                                                                     |                                                                               |                                                                     |
| Frederick Parsons (1887–1970)                                                            | GB                                                                  | Petty Officer (Royal Navy)                                          |                                                                     |                                                                     |                                                                               |                                                                     |
| William Lofthouse Heald (1875–?)                                                         | GB                                                                  | ehemaliger Petty Officer (Royal Navy)                               |                                                                     |                                                                     |                                                                               |                                                                     |
| Arthur Samuel Bailey (1878–?)                                                            | GB                                                                  | Petty Officer zweiter Klasse (PO2) (Royal Navy)                     |                                                                     |                                                                     |                                                                               |                                                                     |
| Albert Balson (1885–?)                                                                   | GB                                                                  | Leitender Matrose                                                   |                                                                     |                                                                     |                                                                               |                                                                     |
| Joseph Leese (1884–?)                                                                    | GB                                                                  | Vollmatrose (Royal Navy)                                            |                                                                     |                                                                     |                                                                               |                                                                     |
| John Hugh Mather (1887–1957)                                                             | GB                                                                  | Petty Officer (Royal Naval Volunteer Reserve)                       |                                                                     |                                                                     |                                                                               |                                                                     |
| Robert Oliphant (1886–?)                                                                 | AUS                                                                 | Vollmatrose                                                         |                                                                     |                                                                     |                                                                               |                                                                     |
| Thomas Frank McLeod (1873–1960)                                                          | GB                                                                  | Vollmatrose                                                         |                                                                     |                                                                     |                                                                               |                                                                     |
| Mortimer McCarthy (1882–1967)                                                            | IRL                                                                 | Vollmatrose                                                         |                                                                     |                                                                     |                                                                               |                                                                     |
| William Knowles                                                                          |                                                                     |                                                                     |                                                                     |                                                                     |                                                                               |                                                                     |
| Charles Williams                                                                         |                                                                     | Vollmatrose                                                         |                                                                     |                                                                     |                                                                               |                                                                     |
| James Skelton (1869–?)                                                                   | GB                                                                  | Vollmatrose                                                         |                                                                     |                                                                     |                                                                               |                                                                     |
| William McDonald (1892–?)                                                                |                                                                     | Vollmatrose                                                         |                                                                     |                                                                     |                                                                               |                                                                     |
| James Paton (1869–1917)                                                                  | GB                                                                  | Vollmatrose                                                         |                                                                     |                                                                     |                                                                               |                                                                     |
| Robert Brissenden (1879–1912)                                                            | GB                                                                  | Leitender Heizer (Royal Navy)                                       |                                                                     |                                                                     |                                                                               |                                                                     |
| Edward Archibald McKenzie (1885–1973)                                                    | GB                                                                  | Leitender Heizer (Royal Navy)                                       |                                                                     |                                                                     |                                                                               |                                                                     |
| Albert William Burton                                                                    | GB                                                                  | Leitender Heizer (Royal Navy)                                       |                                                                     |                                                                     |                                                                               |                                                                     |
| Bernard James Stone (1882–?)                                                             | GB                                                                  | Leitender Heizer (Royal Navy)                                       |                                                                     |                                                                     |                                                                               |                                                                     |
| Angus McDonald                                                                           | NZ                                                                  | Heizer                                                              |                                                                     |                                                                     |                                                                               |                                                                     |
| Michael Thomas McGillion                                                                 | NZ                                                                  | Heizer                                                              |                                                                     |                                                                     |                                                                               |                                                                     |
| Charles Lammas (1882–1941)                                                               | NZ                                                                  | Heizer                                                              |                                                                     |                                                                     |                                                                               |                                                                     |
| William Henry Neale (1887–?)                                                             | GB                                                                  | Steward                                                             |                                                                     |                                                                     |                                                                               |                                                                     |